# Jerzy Jaskiernia
Jerzy Andrzej Jaskiernia (ur. 21 marca 1950 w Kudowie-Zdroju) – polski polityk, prawnik i nauczyciel akademicki, profesor nauk prawnych, poseł na Sejm PRL IX kadencji, na Sejm RP I, II, III i IV kadencji oraz do Parlamentu Europejskiego V kadencji, w latach 1995–1996 minister sprawiedliwości.

## Życiorys

### Wykształcenie i działalność naukowa
Ukończył Szkołę Ćwiczeń przy Liceum Pedagogicznym w Sandomierzu oraz II Liceum Ogólnokształcące im. Tadeusza Kościuszki w tym mieście. W tym okresie pisał teksty do „Motywów” (czasopisma ZHP) oraz do kieleckiego dziennika „Słowo Ludu”. Został absolwentem prawa na Wydziale Prawa i Administracji Uniwersytetu Jagiellońskiego. Odbywał studenckie praktyki robotnicze w zakładach warzywnych w Dwikozach, co opisał w relacji 4 tygodnie w brygadzie za-roz. Za tekst ten otrzymał nagrodę specjalną w konkursie czasopisma „itd” zatytułowanym „Moja praca wakacyjna – 1970”. Za pracę magisterską Ministerialna koordynacja międzyresortowa otrzymał nagrodę I stopnia w ogólnopolskim konkursie „Młoda myśl dla kraju”. W latach 1972–1981 był asystentem stażystą, asystentem, starszym asystentem i adiunktem w Zakładzie Prawa Państwowego Instytutu Nauk Politycznych na Wydziale Prawa i Administracji UJ. Pełnił również funkcję przewodniczącego Sekcji Prawno-Ustrojowej Towarzystwa Biblioteki Słuchaczów Prawa.
W 1977 uzyskał na UJ stopień naukowy doktora nauk prawnych na podstawie rozprawy pt. Prawno-ustrojowa pozycja stanów USA i zagadnienie ich roli w realizacji zadań państwa, za którą otrzymał I nagrodę w konkursie miesięcznika „Państwo i Prawo”. Habilitował się w 1994, również z prawa konstytucyjnego, w Instytucie Nauk Prawnych Polskiej Akademii Nauk na podstawie rozprawy pt. Zasada równości w prawie wyborczym USA. W 2000 otrzymał tytuł naukowy profesora nauk prawnych.
Jako nauczyciel akademicki związany z Instytutem Prawa, Ekonomii i Administracji na Wydziale Prawa, Administracji i Zarządzania Uniwersytetu Jana Kochanowskiego w Kielcach. W 1996 objął tam stanowisko profesora nadzwyczajnego, a od 2002 profesora zwyczajnego. W latach 2005–2011 kierował Zakładem Współczesnych Systemów Politycznych w Instytucie Nauk Politycznych UJK. W latach 2011–2014 był dyrektorem Instytutu Ekonomii i Administracji UJK oraz kierownikiem Zakładu Administracji i Nauk Prawnych. Po utworzeniu kierunku prawo na UJK w 2014 został dyrektorem Instytutu Prawa, Ekonomii i Administracji, a także kierownikiem Zakładu Prawa Konstytucyjnego, Europejskiego i Międzynarodowego Publicznego. W 2018 został natomiast dziekanem Wydziału Prawa, Administracji i Zarządzania Uniwersytetu Jana Kochanowskiego w Kielcach.
Współpracował także z Akademią Finansów w Warszawie, Wyższą Szkołą Bezpieczeństwa i Ochrony w Warszawie, Wyższą Szkołą Humanistyczno-Przyrodniczą w Sandomierzu, Wyższą Szkołą Stosunków Międzynarodowych i Komunikacji Społecznej w Chełmie oraz Wyższą Szkołą Menedżerską w Legnicy. W 2011 został profesorem zwyczajnym w Katedrze Prawa i Administracji Górnośląskiej Wyższej Szkoły Handlowej im. Wojciecha Korfantego w Katowicach.
W 2015 wybrany na trzyletnią kadencję w skład Komitetu Nauk Politycznych Polskiej Akademii Nauk. W 2017 został wiceprezesem zarządu Polskiego Towarzystwa Prawa Konstytucyjnego.
We współpracy z sejmową Komisją Sprawiedliwości i Praw Człowieka oraz zarządem głównym Stowarzyszenia Parlamentarzystów Polskich organizator dorocznych międzynarodowych konferencji naukowych na temat współczesnych dylematów ochrony praw człowieka odbywających się w Sejmie RP.
Autor publikacji naukowych – jego dorobek stanowi m.in. 8 publikacji zwartych, 32 redakcje naukowe publikacji zawartych, 5 współautorstw publikacji zwartych, ponad 300 studiów i artykułów naukowych, około 120 opublikowanych recenzji oraz recenzje wydawnicze. Autor kilkunastu haseł w komentarzu do Konstytucji RP oraz w Encyklopedii politologii, a także autor trzech rozdziałów w podręczniku prezentującym konstytucyjne organy władzy publicznej.

### Działalność polityczna i społeczna

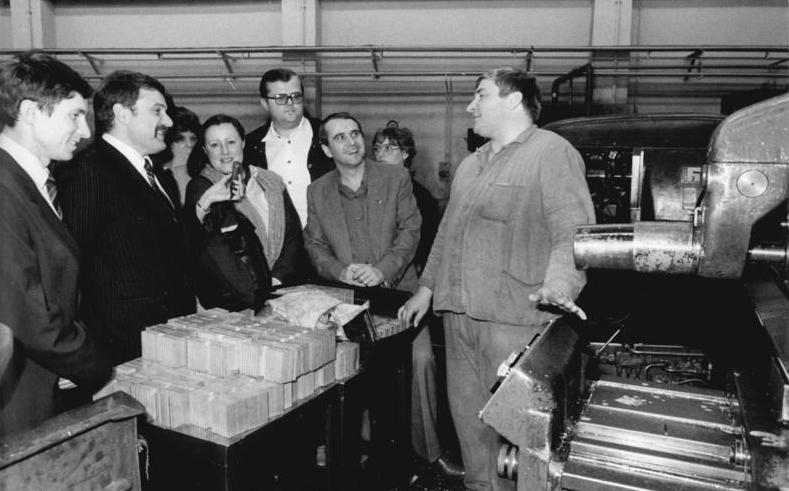
Jerzy Jaskiernia (drugi od lewej) podczas delegacji w Berlinie (1984)

W młodości działał w Związku Harcerstwa Polskiego oraz koncesjonowanych organizacjach młodzieżowych (ZMS i ZSP). Był przewodniczącym zarządu głównego Związku Socjalistycznej Młodzieży Polskiej w latach 1981–1984. We wrześniu 1982 na mocy decyzji Biura Politycznego KC PZPR wszedł w skład komitetu honorowego uroczystości żałobnych zorganizowanych po śmierci Władysława Gomułki. Od 1970 do rozwiązania działał w Polskiej Zjednoczonej Partii Robotniczej, był sekretarzem komitetu uczelnianego partii na UJ. W latach 80. pełnił funkcję sekretarza generalnego rady krajowej Patriotycznego Ruchu Odrodzenia Narodowego. W 1983 wybrany w skład prezydium krajowej rady Towarzystwa Przyjaźni Polsko-Radzieckiej. W latach 1986–1989 był członkiem Ogólnopolskiego Komitetu Grunwaldzkiego. W 1985 został posłem na Sejm PRL IX kadencji, gdzie pełnił funkcję wiceprzewodniczącego Komisji Prac Ustawodawczych Sejmu, uczestnicząc między innymi w pracach nad utworzeniem Trybunału Konstytucyjnego oraz urzędu rzecznika praw obywatelskich. W grudniu 1985 wszedł w skład zespołu do przygotowania „tez zjazdowych” na X Zjazd PZPR, który odbył się w lipcu 1986. W drugiej połowie lat 80. powołany w skład Komisji ds. Wewnątrzpartyjnych oraz Działalności Partii w Organach Przedstawicielskich i Administracji Państwowej Komitetu Centralnego PZPR. W latach 1986–1988 był członkiem Społecznego Komitetu Odnowy Starego Miasta w Zamościu. Od 1987 do 1990 był zatrudniony w Ministerstwie Spraw Zagranicznych, w którym pełnił funkcje doradcy ministra oraz radcy w Ambasadzie PRL w Waszyngtonie.
Od 1990 działał w Socjaldemokracji Rzeczypospolitej Polskiej, w 1999 przystąpił do Sojuszu Lewicy Demokratycznej, a w 2021 do Nowej Lewicy. W 1992 znalazł się na tzw. liście Macierewicza jako tajny współpracownik służb specjalnych PRL, a w 2000 wszczęto wobec niego proces lustracyjny. Sprawa dotyczyła jego wyjazdu studenckiego na stypendium naukowe, które odbył w latach 1973–1974 w Stanach Zjednoczonych. Według rzecznika interesu publicznego od 1973 do 1975 był typowany przez wywiad PRL do współpracy, a w latach 1975–1980 zarejestrowany jako tajny współpracownik. W toku procesu lustracyjnego zarzucono politykowi, że w 1973 zgodził się na pomoc „w rozpoznaniu instytutów politologicznych w USA”. Jerzy Jaskiernia zaprzeczył stawianym zarzutom. Ostatecznie Sąd Najwyższy w 2009 oczyścił go z zarzutu „kłamstwa lustracyjnego”, uwzględniając jego kasację i zmieniając niekorzystny dla niego wyrok Sądu Apelacyjnego w Warszawie.
W latach 1991–2005 był posłem I, II, III i IV kadencji Sejmu RP. Był m.in. członkiem Komisji Ustawodawczej, która przygotowała tekst Małej Konstytucji RP (1992), a od 1994 przewodniczącym Podkomisji organów władzy ustawodawczej, wykonawczej i samorządu terytorialnego w Komisji Konstytucyjnej Zgromadzenia Narodowego. Od 7 marca 1995 do 7 lutego 1996 zajmował stanowisko ministra sprawiedliwości w rządzie Józefa Oleksego. W 2001 został wybrany z nowo utworzonego okręgu kieleckiego, w trakcie IV kadencji do stycznia 2004 pełnił funkcję przewodniczącego klubu parlamentarnego Sojuszu Lewicy Demokratycznej. Był także przewodniczącym Komisji Spraw Zagranicznych (2001–2005), a wcześniej Komisji Ustawodawczej. Od 1994 do 2005 zasiadał w Zgromadzeniu Parlamentarnym Rady Europy w Strasburgu. Był sprawozdawcą Rady Europy w procedurze monitoringowej Chorwacji, a następnie Armenii. Był obserwatorem (2003–2004) i eurodeputowanym w ramach delegacji krajowej (2004).
Bez powodzenia ubiegał się w 2005 o mandat senatora, w 2011 i 2023 o mandat posła, w 2009 i 2014 o mandat eurodeputowanego, a w 2018 o mandat radnego sejmiku świętokrzyskiego. Wybierany na marszałka Stowarzyszenia Parlamentarzystów Polskich (SPP), a w 2014 na funkcję wiceprzewodniczącego FP-AP, organizacji zrzeszającej byłych parlamentarzystów z krajów członkowskich Rady Europy. W latach 2001–2005 pełnił funkcję prezesa Instytutu Problemów Strategicznych w Warszawie. W latach 2013–2016 był przewodniczącym Warszawskiego Klubu Przyjaciół Ziemi Kieleckiej.

## Życie prywatne
Żonaty, ma dwoje dzieci.

## Odznaczenia i wyróżnienia
Został odznaczony Krzyżem Kawalerskim Orderu Odrodzenia Polski. Wyróżniony Brązowym Odznaczeniem im. Janka Krasickiego, Złotą Odznaką Zasłużonego Działacza Zrzeszenia Prawników Polskich, Złotą Odznaką Honorową „Zasłużony dla Samorządu Radców Prawnych” oraz Odznaką „Zasłużony Działacz Kultury”. Został honorowym obywatelem Sandomierza.
W 1993 i 1995 znalazł się wśród najlepszych posłów według tygodnika „Polityka”.

## Odwołania w kulturze
Do postaci Jerzego Jaskierni w swojej twórczości nawiązywali Kazik Staszewski („12 groszy”, „Tata dilera”) oraz Maciej Maleńczuk („Wolność słowa”).